# Neotoma phenax
Neotoma phenax är en däggdjursart som först beskrevs av Clinton Hart Merriam 1903.  Neotoma phenax ingår i släktet egentliga skogsråttor och familjen hamsterartade gnagare. IUCN kategoriserar arten globalt som nära hotad. Inga underarter finns listade i Catalogue of Life.
Arten når en absolut längd av 33 till 43 cm, inklusive en 15 till 22 cm lång svans. Bakfötternas längd är 3,2 till 4,0 cm och öronen är 2,8 till 3,5 cm långa. Vikten varierar mellan 188 och 279 g. Ovansidan är täckt av brun till grå-ljusbrun päls och på undersidan är pälsen ljusgrå, ibland med ljusbrun skugga. Huvudet har ofta en mera grå färg än andra kroppsdelar.
Denna gnagare förekommer i nordvästra Mexiko vid Californiaviken. Den lever i låglandet och i kulliga områden upp till 150 meter över havet. Arten vistas i tropiska lövfällande skogar, ofta nära vattendrag.
Individerna bygger bon av kvistar och annan bråte i buskar eller i trädens låga delar. Ibland används en jordhåla som sovplats. Neotoma phenax är aktiv på natten och äter främst fruktar och blad. Dräktiga honor och honor med ungar dokumenterades under olika månader. Per kull föds vanligen två ungar.